# 邦卡斯省

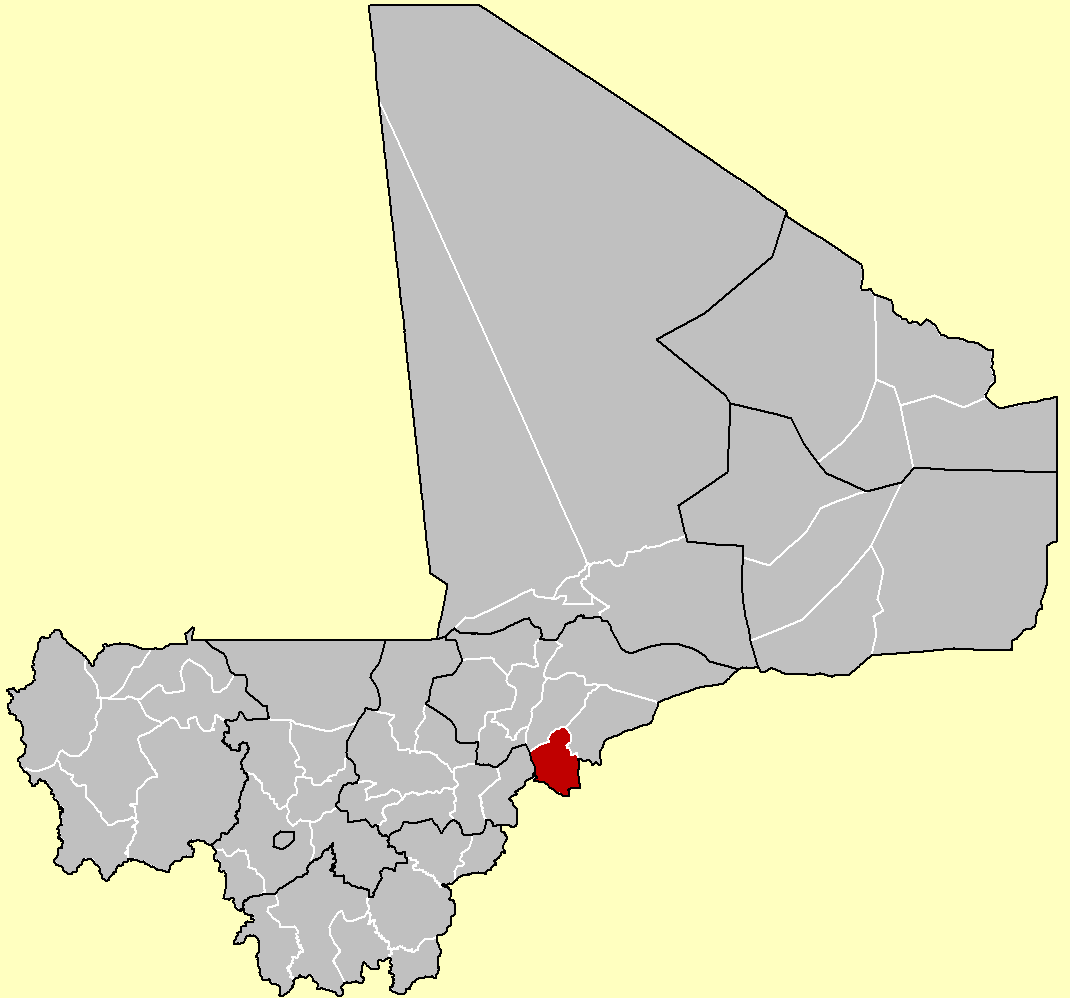
邦卡斯省在莫普提區的位置

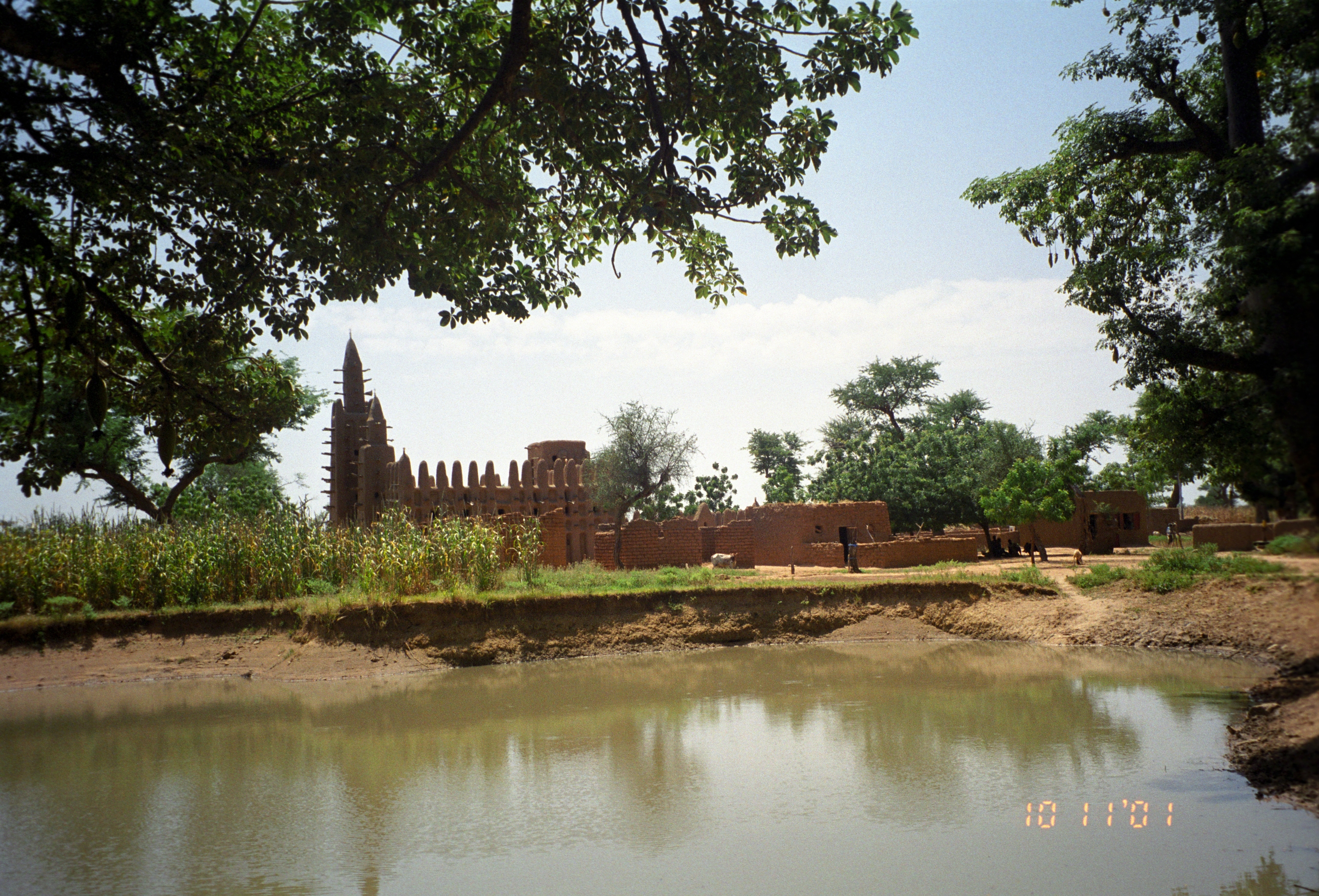

邦卡斯省（法語：Cercle de Bankass），是馬里中部的省份，位於莫普提區，首府設於邦卡斯，面積9,054平方公里，2009年人口263,446，人口密度每平方公里29人。